# Tocina
Tocina is een gemeente in de Spaanse provincie Sevilla in de regio Andalusië met een oppervlakte van 16 km². In 2007 telde Tocina 9271 inwoners.

## Demografische ontwikkeling
Bron: INE; 1857-2011: volkstellingen